# Brot und Salz (Band)
Brot und Salz (auch Brot & Salz) war eine deutsche Rockband. Sie wurde 1973 nach den X. Weltfestspielen in Ost-Berlin gegründet und ging aus der Gruppe Thomas Natschinski hervor.

## Geschichte
Unter der musikalischen Leitung von Thomas Natschinski führte die Band das musikalische Konzept, melodiöser Rock mit deutlichen Country- und Folkeinflüssen, der Gruppe Thomas Natschinski fort. Es entstanden vorwiegend Rockballaden, wie Deine Schritte sind so klein, Nie zuvor und Ich liebe dich mehr und mehr, von denen einige im DDR-Rundfunk produziert werden konnten und 1974 bei Amiga erschienen sind. 1975 entstanden die Titel Machs gut altes Haus und Spielplatz, gesungen von Detlev Haak, für den DEFA-Spielfilm Ein Schlüssel für ein neues Haus, und die Band ging erstmals auf Tournee in das Ausland (Polen und Belgien). Jedoch konnte sie sich beim Publikum nur schwer gegen den harten Rock der Puhdys, Joco Devs und der Klaus-Renft-Combo durchsetzen, so dass große Erfolge ausblieben. Die Folge waren mehrfache Umbesetzungen. 1974 kam Ingo Koster für Martin Lehrmann und Peter Müller für Hermann Naehring in die Band. Mit Natschinski, Ingo Koster (Blues vom Abschied) und Helmut Frommhold (Abend für Groß und Klein) verfügte die Band über drei Komponisten. Dies war zwar Ausdruck der hohen musikalischen Qualität der Band, verhinderte jedoch gleichzeitig ein prägendes musikalisches Profil.
Als 1976 Natschinski die Band verließ, um vorwiegend als Komponist zu arbeiten, und Peter Müller zu Wir ging, übernahm Ingo Koster die musikalische Leitung von Brot und Salz. Er formierte die Band erneut um und präsentierte ein Programm mit neuen Titeln, ausschließlich am Folk-Rock orientiert. Von nun an gehörten Wolf Dieter Binge (Bass), der 1978 zu Express wechselte, Horst Schmäke (Orgel, Piano), Thomas Friedrich (Gitarre, Gesang), Carsten Görner (Gitarre, Geige, Perkussion) und Burkhard Neumann (Piano, Perkussion) zu Brot und Salz. Da erneut der große Erfolg ausblieb, löste Koster Ende 1977 die Band auf und gründete Anfang 1978 gemeinsam mit Carsten Görner und Burkhard Neumann die Band Drei.
Zeitweilig gehörte Aurora Lacasa als Sängerin Brot und Salz an.

## Diskografie

### Singles
- 1974: Epilog / Deine Schritte sind so klein (Amiga)
- 1974: Blues vom Abschied / Bleib nicht stehen (Amiga)
- 1975: Nie zuvor / Chef lass mich rein (Amiga)

### CD (Sampler)
- 2007: 60 Jahre Amiga / Vol. 18: Brot und Salz/Drei (BMG)

### Weitere auf Samplern veröffentlichte Titel
- 1976: Dies ist die Erde (Amiga)
- 1995: Ein Tag bleibt fürs Leben (Barbarossa), Nichts zu machen Feuer brennen (Barbarossa)
- 1996: Was mich ergreift (Barbarossa)
- 2006: Es war ein Tag, Nichts ist schwerer als zu gehen, Schlaflied, Sie ist wirklich da (Choice of music)